# تاراکو

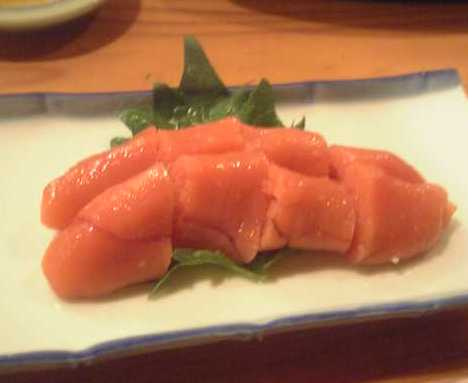
تاراکو

تاراکو (انگلیسی: Tarako) نوعی اشپل (تخم ماهی) نمک زده شده‌است که از زغال‌ماهی آلاسکا یا روغن‌ماهیان به دست می‌آید. تاراکو در آشپزی ژاپنی به صورت ساده در صبحان در درون اونیگیری یا به صورت سس پاستا بکار می‌رود.

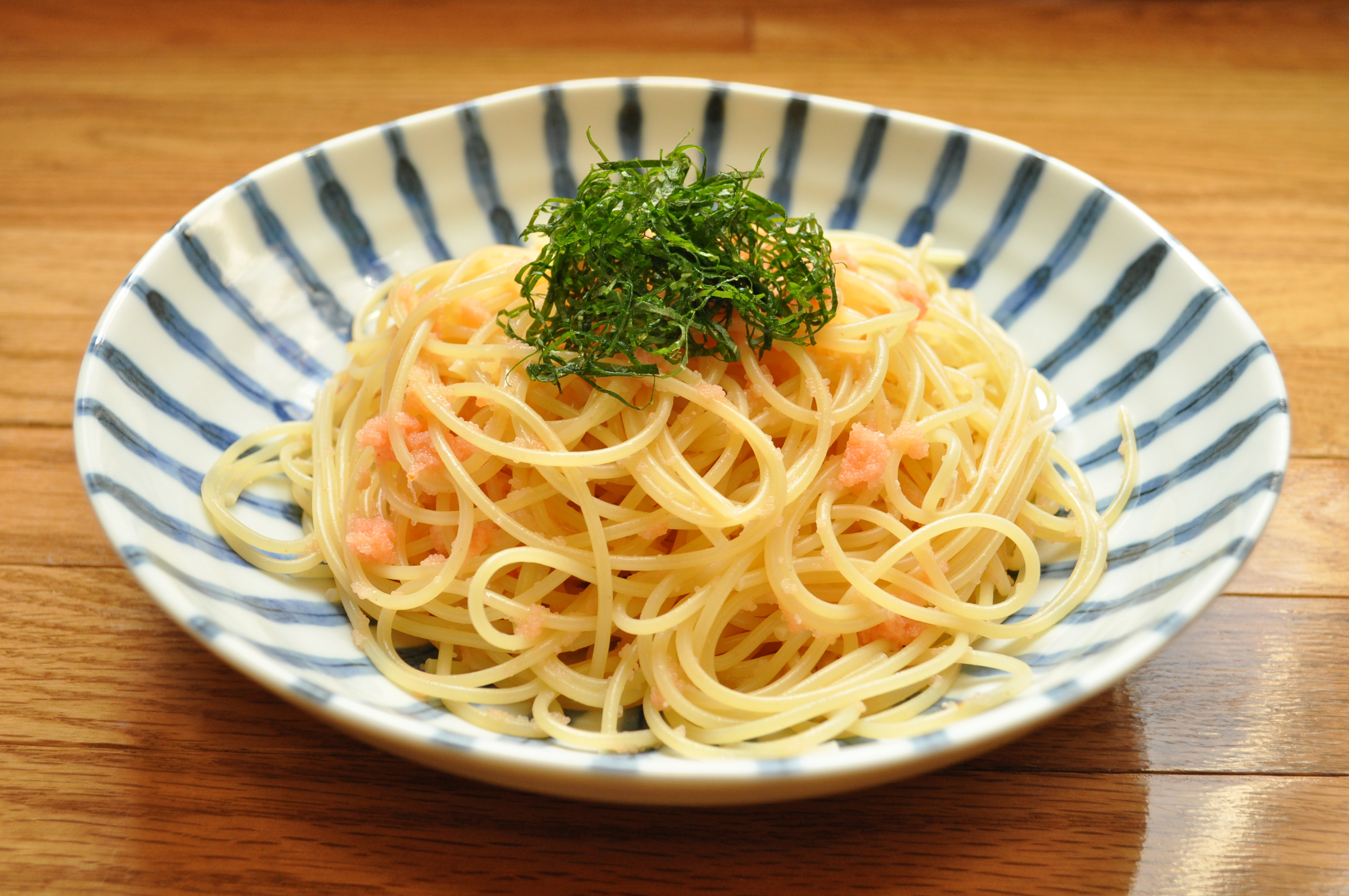
اسپاگتی همراه با تاراکو